# Чибисов, Леонид Константинович
Леонид Константинович Чибисов (24 марта 1924 — 15 августа 1995) — советский художник кино — сын К. В. Чибисова, брат А. К. Чибисова.

## Биография
В годы Великой Отечественной войны служил в управлении испытаний спецслужб ГКНИИ ВВС, старший сержант.
В 1951 окончил художественный факультет ВГИКа. Учился у Ф.Богородского, Ю. Пименова, Г. М. Шегаля и др. В период с 15 августа 1950 г. по 16 января 1952 г. работал художником-исполнителем «по художественной раскраске фотоувеличений» на производственном комбинате Всесоюзного общества культурных связей с заграницей (ВОКС).
В 1953—1959 гг. — художник киностудии «Мосфильм», с 1958 — киностудии Центрнаучфильм. С 1962 участвует в выставках. Член орденов Ленина Союза художников СССР и Союза кинематографистов СССР, работал над фильмами: «Попрыгунья», 1955; «За витриной универмага», 1955; «Как он лгал её мужу», 1956; «Моя дочь», 1956; «На графских развалинах», 1957; «Я был спутником Солнца», 1959; «Слепая птица», 1963; «Что такое теория относительности?», 1964; «Математик и чёрт», 1973; «Урок астрономии», 1974 и др., выпущенными в прокат киностудиями Мосфильм и Центрнаучфильм).
Работы художника находятся в ГМИИ имени А. С. Пушкина и Воскресенской картинной галерее — филиале Башкирского государственного художественного музея имени М. В. Нестерова. Л. К. Чибисов — автор серии графических и живописных работ «Москва военная. 1941 год» (1974 — Красная площадь и Пушкинская площадь)

## Награды и звания
- В 1955 году на XVI Международном кинофестивале в Венеции творческая группа художественного фильма «Попрыгунья», где Чибисов работал в качестве художника-постановщика, была удостоена награды «Серебряный лев», а также премии итальянских журналистов «Позинетти» — за лучший иностранный фильм, показанный на фестивале.
- В 1962 году присвоено звание лауреата Ломоносовской премии Государственного комитета СССР по кинематографии за участие в создании научно-популярного фильма «Великий дар природы».
- В 1963 году на XXIV кинофестивале детских и юношеских фильмов в Венеции творческую группу фильма «Слепая птица», в составе которой Чибисов был художником-постановщиком, наградили дипломом I степени.